# Fleckerlteppich

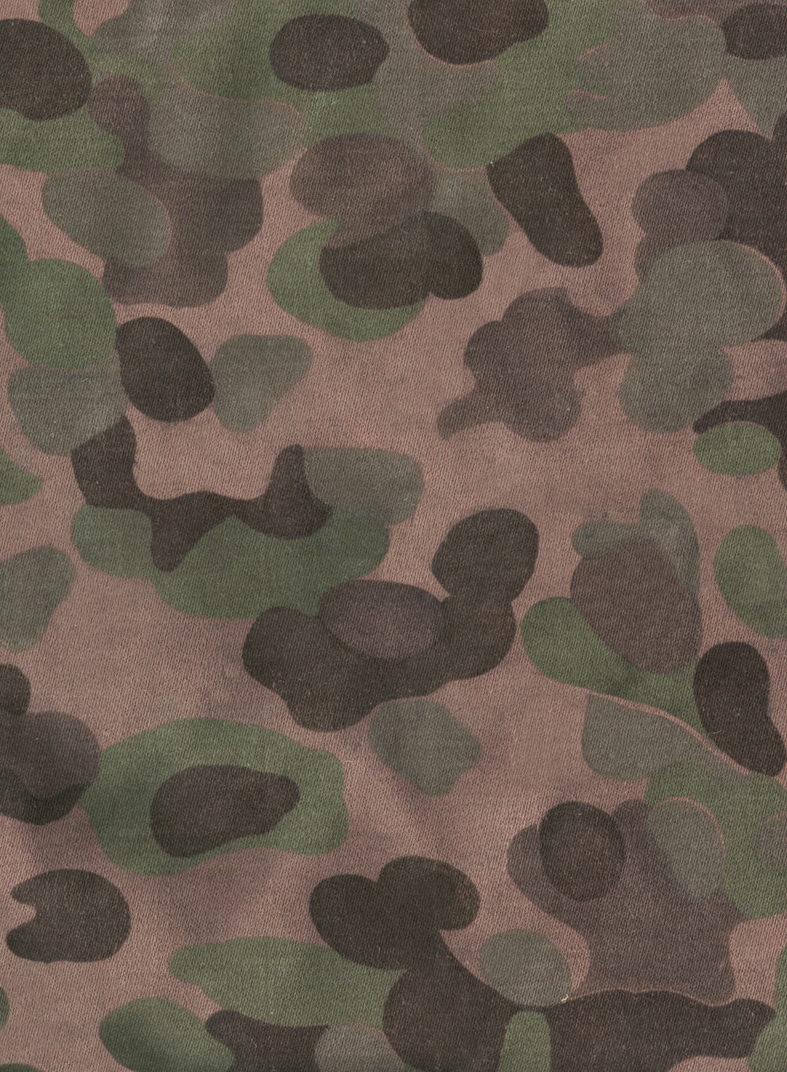
Patró Fleckerlteppich (1957-1978)

Fleckerlteppich (terme alemany: 'edredó de retalls') és el nom col·loquial amb què es coneix un patró mimètic clapejat, típicament austríac, que consta de fons caqui rosat i de taquetes i pics en quatre colors: marró fosc, verd oliva, ocre i gris, els dos darrers amb subtil tonalitat lilosa. L'efecte de conjunt és d'una insòlita dominància rosada o lilosa.

## Versions
Com tots els patrons boscosos o tropicals, el Fleckerlteppich constava d'un bloc de motius (el de la definició) que anava repetint-se cada ics centímetres fins a omplir tota la superfície. En funció d'això tingué dues versions successives. En la primera, cada bloc de motius limitava amb la seva inversió, i així successivament, amb la intenció de fer-lo més variat i, doncs, més efectiu. En la versió segona i definitiva, apareguda pels volts de 1962, es complicà una mica el disseny tot introduint una franja amb més taquetes i pics entre cadascun dels blocs mútuament invertits.

## Filiació
El disseny del patró Fleckerlteppich s'inspira manifestament en els patrons clapejats de les Waffen-SS; més concretament, en el patró pèsols (Erbsenmuster/Etbsentarn/Erbsentarnmuster).

## Denominació
No sembla que aquest patró austríac tingués denominació oficial concreta, fora del genèric Tarnung ('camuflatge') o Tarnmuster ('patró mimètic'). L'uniforme corresponent s'anomenava Tarnanzug ('uniforme mimètic') o, des d'un altre punt de vista, Kampfanzug ('uniforme de campanya'), amb la contracció Kafaz. Fleckerlteppich fou el sobrenom jocós que donava la tropa al patró i a l'uniforme, indistintament; també els anomenava Fleckerlpyjama ('pijama de retalls'). En la bibliografia especialitzada és habitual de referir-s'hi com a patró pèsols austríac o, cosa que és el mateix, Erbsenmuster/Erbsentarn austríac: österreichische Erbsenmuster/Erbsentarn, en alemany; Austrian Erbsenmuster/Erbsentarn o Austrian pea pattern, en anglès. També hi ha fonts austríaques que s'hi refereixen com a camuflatge austríac (österreichische Tarnung) o com a patró mimètic austríac (österreichische Tarnmuster).
Entre col·leccionistes, aquest patró és conegut a voltes com a K4.

## Ús
El patró pèsols austríac vigí de 1957 a 1978, i s'aplicà al sobreuniforme de campanya, a diversos efectes d'equipament (motxilla, sarró, portacarregadors, fundes de cantimplora i de pala, etc.) i a l'anvers de la tenda-ponxo reversible (Zeltblatt).

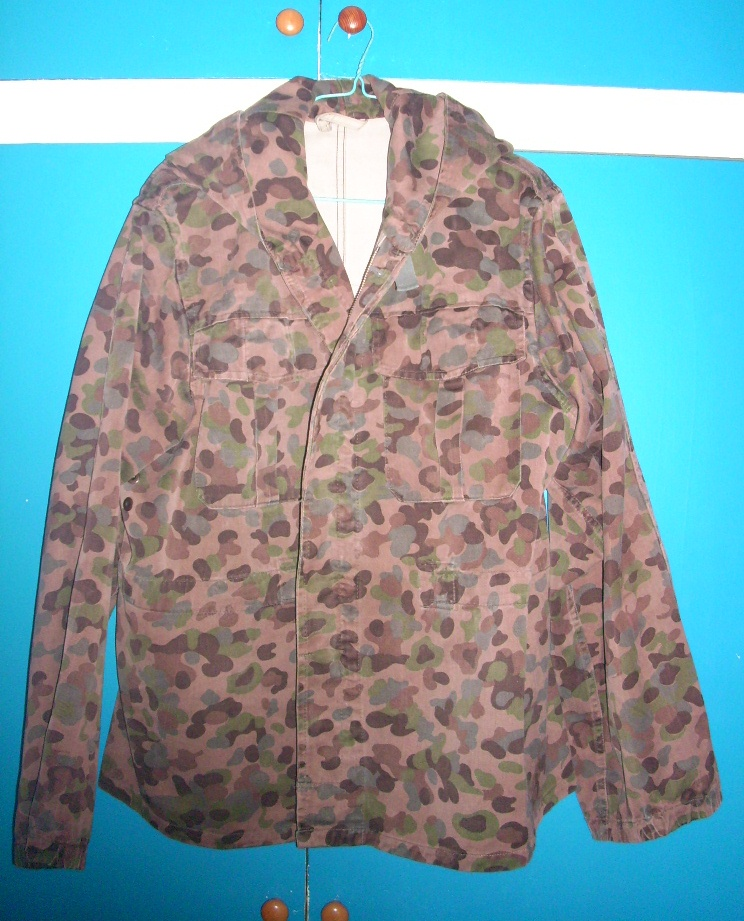
Patró Fleckerlteppich: sobrejaqueta-parca mimètica austríaca (1957-1978)

El sobreuniforme de campanya m. 1957 (Kampfanzug M 57), mimètic en Fleckerlteppich, equipà la totalitat de l'exèrcit austríac entre aquesta data i 1978. Al llarg del temps tingué diverses versions amb diferències de matís, però, a grans trets, costava de dues peces: sobrejaqueta-parca (Tarnjacke) d'estil brusa de campanya, amb caputxa incorporada, butxaques frontals, muscleres i puny muntat o elastitzat, segons els casos; i sobrepantaló multibutxaca (Tarnhose). N'hi havia versions específiques per a tanquista i per a paracaigudista.
Aquest sobreuniforme es duia per damunt de l'uniforme de diari o del de feineig, ambdós grisos, i amb la gorra Feldkappe grisa de diari o feineig (a voltes amb casquet de caserna gris) quan no es duia casc.
Curiosament, no sembla que hi hagués funda mimètica reglamentària en aquest patró, tot i que alguns soldats se'n feren d'artesanals reaprofitant tendes-ponxo; l'habitual era dur el casc amb xarxa mimètica.
El patró fou suprimit el 1978, en generalitzar-se els nous uniformes de diari i de campanya m. 1975, llisos en verd oliva. Emperò, els reservistes que havien rebut el Fleckerlteppich durant el servei militar continuaren usant-lo fins al retir.